# Na Turoldu
Jeskyně Na Turoldu se nachází v přírodní rezervaci vrchu Turold, který leží na území města Mikulova v okrese Břeclav v Jihomoravském kraji. Samotná jeskyně Na Turoldu je dlouhá 1650 metrů, spolu s jeskyní Liščí díra vytváří systém s celkovou délkou více než 3100 metrů chodeb, síní a dómů. Jedná se o největší jeskynní systém v Chráněné krajinné oblasti a biosférické rezervaci Pálava.

## Historie
První zmínky o jeskyni na Turoldu pochází již z roku 1669, avšak jeskyně byla později zničena těžbou vápence. Současný systém byl objeven v roce 1951 a v letech 1958 až 1967 zpřístupněn pro veřejnost. Znovuzpřístupňovací práce v jeskyni Na Turoldu zahájili členové České speleologické společnosti v roce 1999. Od června 2004 je pro návštěvníky otevřena trasa o délce 280 metrů. Provozovatelem je Správa jeskyní České republiky.

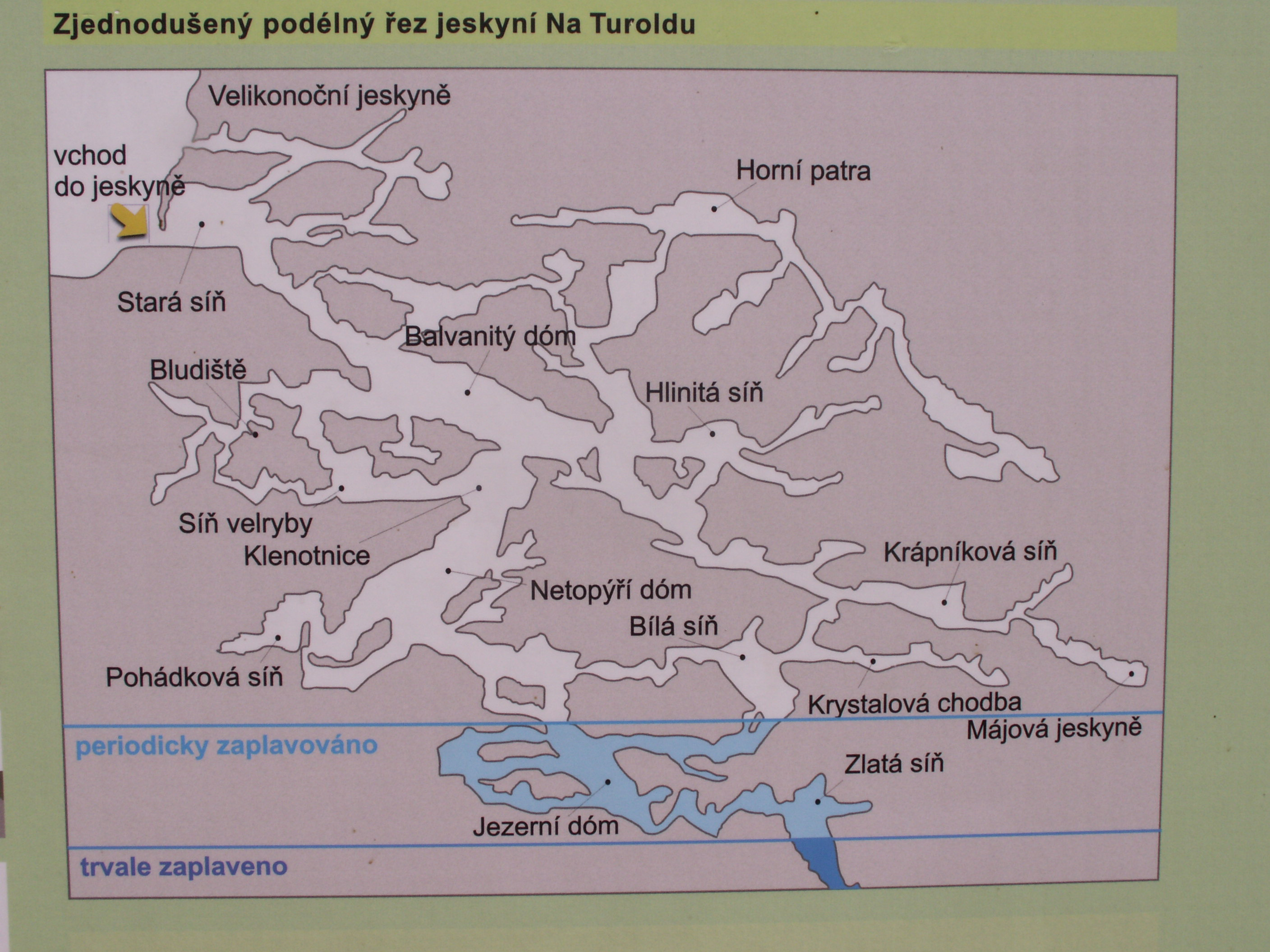
Zjednodušený průřez jeskynním systémem

Portál, odkrytý při lámání kamene v patě stěny lomu Na Turoldu, vede do složitého labyrintu chodeb a síní. Nejvýše položené patro tvoří holé puklinovité chodby mezi mohutnými skalními bloky. Střední patro má prostornější síně s neobvyklými tvary stěn charakteru korálových útesů s množstvím dutinek, které jako bělostná kamenná pěna přechází místy do hráškovitých až keříčkovitých výrůstků s drúzami drobných třpytivých krystalků kalcitu. Krápníková výzdoba se vyskytuje vzácně. Průchod do spodního patra vyniká vzácnou tzv. turoldskou výzdobou připomínající svými tvary květák nebo mýdlovou pěnu. Spodní patro tvoří strmě klesající chodby uzavřené vodou. V hloubce 37 metrů se nachází jezerní dóm s 8 m hlubokým jezerem.

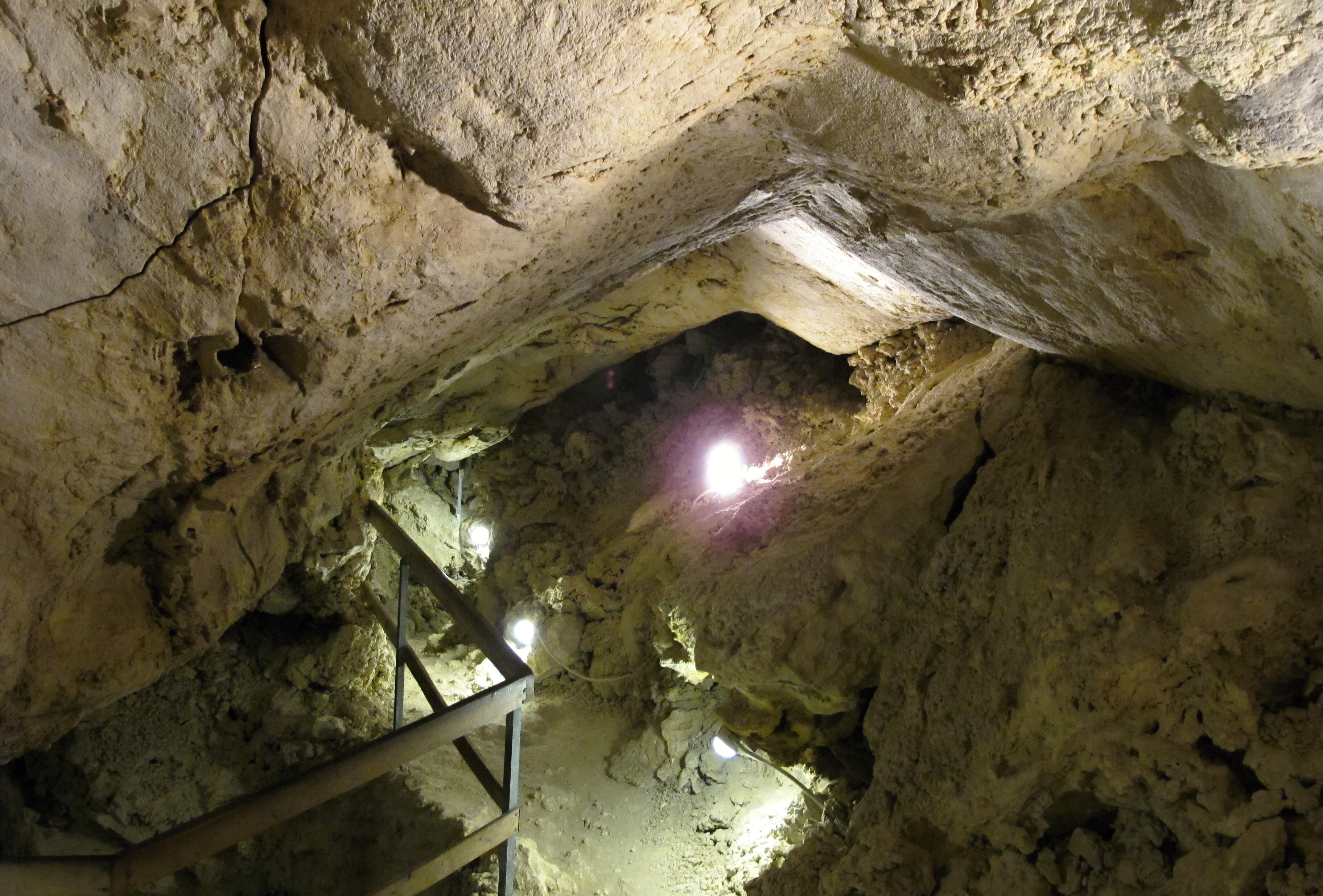
Jeskyně Na Turoldu

Jeskyně je otevřena od května do října a pohodlně se k ní dá dostat po červené turistické značce procházející přes Pavlovské vrchy. Vrch Turold se nachází v CHKO Pálava. V okolí se nachází několik dalších jeskyní - Pod vrcholem, Desetimetrovka, Damoklova jeskyně a Liščí díra.